# César Ramírez (tenista)
 César Ramírez (Veracruz, 25 de enero de 1990) es un tenista  profesional Mexicano.

## Carrera
Su mejor ranking individual es el N.º 391 alcanzado el 10 de septiembre de 2012, mientras que en dobles logró la posición 105 el 16 de febrero de 2015.
Logró en su carrera dos títulos de la categoría ATP Challenger Tour en la modalidad de dobles, además de varios títulos Futures, tanto en individuales como en dobles.

### 2014
En el mes de marzo en el torneo Challenger Jalisco Open 2014 los mexicanos César Ramírez y Miguel Ángel Reyes-Varela se proclamaron campeones de dobles tras vencer al australiano Matthew Ebden y al alemán Andre Begemann, por parciales de 6-4 y 6-2, en poco más de una hora de partido. Antes, la pareja mexicana había llegado hasta las semifinales en el Abierto Mexicano de Tenis.

### Copa Davis
Desde el año 2008 es participante del equipo de Copa Davis de México. Tiene en esta competición un récord total de partidos ganados/perdidos de 10/9 (8/8 en individuales y 2/1 en dobles).

## Títulos; 2 (0 + 2)
| Leyenda                        | Individuales | Dobles |
| ------------------------------ | ------------ | ------ |
| Grand Slam (tenis)\|Grand Slam | 0            | 0      |
| ATP World Tour Finals          | 0            | 0      |
| ATP World Tour Masters 1000    | 0            | 0      |
| ATP World Tour 500 Series      | 0            | 0      |
| ATP World Tour 250 Series      | 0            | 0      |
| ATP Challenger Series          | 0            | 2      |

### Dobles
| N.º | Fecha      | Torneo                    | Superficie | Compañero                 | Oponentes en la final         | Resultado |
| --- | ---------- | ------------------------- | ---------- | ------------------------- | ----------------------------- | --------- |
| 1.  | 30.03.2014 | Challenger de Guadalajara | Dura       | Miguel Ángel Reyes-Varela | Andre Begemann Matthew Ebden  | 6-4, 6-2  |
| 2.  | 06.09.2014 | Challenger de Medellín    | Tierra     | Austin Krajicek           | Roberto Maytín Andrés Molteni | 6-3, 7-5  |